# Linley (Barrow)
Linley – wieś w Anglii, w Shropshire, w dystrykcie (unitary authority) Shropshire, w civil parish Barrow. Leży 6,3 km od miasta Bridgnorth, 24,1 km od miasta Shrewsbury i 201,7 km od Londynu. W 1951 roku civil parish liczyła 89 mieszkańców.